# Lenka
Lenka (tên khai sinh Lenka Kripac, năm 1978) là một nữ diễn viên truyền hình và ca sĩ-nhạc sĩ người Úc. Cô nổi tiếng trên toàn cầu nhờ ca khúc "The Show" từ album mang tên mình Lenka, bài hát đã được sử dụng cho nhiều quảng cáo, đáng chú ý là cho Old Navy.
Trước khi được biết đến như một nữ diễn viên tại Úc, cô đã xuất hiện trong nhiều phim và chương trình truyền hình. Hiện tại, cô đang sống ở Los Angeles.

## Danh sách đĩa hát

#### Album
| Năm  | Album                                                                                             | Vị trí trong bảng xếp hạng | Vị trí trong bảng xếp hạng | Vị trí trong bảng xếp hạng | Số lượng                 |
| ---- | ------------------------------------------------------------------------------------------------- | -------------------------- | -------------------------- | -------------------------- | ------------------------ |
| Năm  | Album                                                                                             | Anh Quốc                   | US Heat                    | Ba Lan                     | Số lượng                 |
| 2008 | Lenka - Phát hành ngày 23 tháng 9 năm 2008 18 tháng 5 năm 2009 (Ba Lan) 29 tháng 6 năm 2009 (Anh) | 58                         | 3                          | 4                          | - Liên hiệp Anh: 94,000+ |

### Đĩa đơn
| Năm  | Đĩa đơn               | Bảng xếp hạng | Bảng xếp hạng | Bảng xếp hạng | Bảng xếp hạng | Bảng xếp hạng | Bảng xếp hạng | Bảng xếp hạng | Bảng xếp hạng | Bảng xếp hạng | Bảng xếp hạng | Bảng xếp hạng | Album |
| Năm  | Đĩa đơn               | UK            | EUR           | POL           | GER           | AUT           | SUI           | BEL (Vl)      | NOR           | CZE           | JAP           | RUS           | Album |
| ---- | --------------------- | ------------- | ------------- | ------------- | ------------- | ------------- | ------------- | ------------- | ------------- | ------------- | ------------- | ------------- | ----- |
| 2009 | "The Show"            | 22            | 48            | 1             | 23            | 13            | 21            | 54            | —             | 35            | 24            | —             | Lenka |
| 2009 | "Trouble Is a Friend" | —             | —             | 15            | 65            | —             | —             | —             | 10            | —             | —             | 158           | Lenka |

Tại Việt Nam, 2 ca khúc The Show và Trouble Is A Friend được chào đón nồng nhiệt và dẫn vị trí thứ nhất trong bảng xếp hạng Hot10@10 của Xone FM. "Dangerous and Sweet" được phát trong một tập của The Hills. "Trouble is a Friend" được phát trong một tập của Grey's Anatomy.

### Với Decoder Ring
- Somersault (2004, LP)
- Fractions (2005, LP)
- They Blind the Stars (2009, LP)